# Faysal Arslan
Vous pouvez aider à l'améliorer ou bien discuter des problèmes sur sa page de discussion.
- Son contenu est rédigé entièrement ou presque à partir d'une seule source. N'hésitez pas à modifier cet article pour améliorer sa vérifiabilité en apportant de nouvelles références dans des notes de bas de page. (Marqué depuis juin 2025)
- Il n’est pas rédigé dans un style encyclopédique. (Marqué depuis avril 2024)
- Il est orphelin : moins de trois articles lui sont liés. Aidez à ajouter des liens en plaçant le code [[Faysal Arslan]] dans les articles relatifs au sujet. (Marqué depuis avril 2024)

- Archive Wikiwix
- Bing
- Cairn
- DuckDuckGo
- E. Universalis
- Gallica
- Google
- G. Books
- G. News
- G. Scholar
- Persée
- Qwant
- (zh) Baidu
- (ru) Yandex
- (wd) trouver des œuvres sur Wikidata

Pour les articles homonymes, voir Arslan.
L'émir Faysal Arslan (Arabe : فيصل أرسلان ; octobre 1941 - 20 décembre 2009, à Aley, Liban) était le chef de la famille Arslan, descendant des Lakhmides après le décès de son père, l'émir Majid Arslan, en 1983. Il a continué à exercer son leadership pendant la guerre jusqu'à ce qu'il soit mis à l'écart par la force majeure.
Faysal Arslan a continué à occuper sa position jusqu'à ce que son jeune frère Emir Talal Arslan devienne le leader politique de la famille Arslan de force avec le soutien de ses alliés syriens et du chef de la famille Jumblat.
Emir Faysal s'est retiré de la politique active en 2000, au moment où son frère Emir Talal Arslan se présentait aux élections séparément pour la première fois après la chute qu'il avait connue avec Walid Beik Jumblat, afin d'unir les deux branches familiales et de rassembler davantage de votes.

## Biographie
Faysal Arslan est né du défunt leader druze libanais Emir Majid Arslan et de sa première épouse Emira Lamiss Shehab. Il fut le deuxième de leurs deux fils, l'aîné étant Toufic Arslan. Après le décès de sa mère, Emir Majid épousa en 1956 Khawla Jumblatt, qui devint connue sous le nom d'Emirah Khawla Majid Arslan et lui donna trois filles, à savoir Zeina, Rima et Najwa, ainsi qu'un fils, le Prince Talal Arslan.
Emir Faysal Arslan épousa Hayat Chafik Wahhab, qui lui donna quatre enfants: un fils, Adel Arslan, et trois filles, Diala, Gina et Mada. En 1983, après le décès de son père, Majid Arslan, il fut consacré Émir et chef druze à Bayyada.
Emir Faisal entretenait des amitiés solides avec toutes les communautés du Liban et a joué un rôle crucial dans la libération de nombreux chrétiens lors de la guerre civile libanaise, notamment en 1983. Sa vie a été mise en danger à plusieurs reprises, et sa maison à Aley a été détruite. Il a également échappé à une tentative d'assassinat par explosion le 3 février 1983, visant lui et sa femme. Emir Faysal Arslan était un ami de Bachir Gemayel et a soutenu l'élection de ce dernier à la présidence du Liban le 23 août 1982. Après l'assassinat de Bachir Gemayel le 14 septembre 1982, Emir Faysal Arslan a tenté de nouer de nouveaux liens politiques avec d'autres factions libanaises, notamment Tony Frangieh et Majed Hamadeh.
Avec le retour de l'influence syrienne au Liban, il a été convenu par consensus que le prince Faysal Arslan se retirerait de la direction politique active de la communauté druze et se consacrerait uniquement à sa vie personnelle et à ses affaires, et que cette direction politique serait transférée au prince Talal Arslan, son demi-frère issu du deuxième mariage de son père avec Emira Khawla Jumblatt.
Il est décédé le 18 décembre 2009 à l'âge de 68 ans.